# Гернот Рор
Гернот Рор (нім. Gernot Rohr, нар. 28 червня 1953, Мангайм) — німецький футболіст, що грав на позиції захисника. По завершенні ігрової кар'єри — тренер. З 2016 по 2021 рік очолював тренерський штаб збірної Нігерії.

## Ігрова кар'єра
Народився 28 червня 1953 року в місті Мангайм. Вихованець футбольної школи клубу «Некарау» з рідного міста. З 1970 року виступав за юнацьку збірну ФРН, з якою був учасником юнацького (U-18) чемпіонат Європи 1971 року.
1972 року став гравцем «Баварії». 30 вересня 1972 року він дебютував у Бундеслізі у матчі проти «Герти» (4:0). В складі німецького гранду Гернот закріпитись не зумів, зігравши в загальній складності 6 матчів ліги за два сезони. І в 1973 році, і в 1974 році він завоював титул німецького чемпіона, а у 1974 році він також виграв Кубок чемпіонів, але так і не виходив обох фінальних матчах з «Атлетіко Мадрид» (1:1, 4:0).

Гернот Рор (ліворуч) та Антоніо Кабріні у півфіналі Кубка європейських чемпіонів 1984/85

1974 року батько Гернота Філіппа Рора, що очолював клуб Другої Бундесліги «Вальдгоф», запросив сина до своєї команди. За сезон 1974/75 зіграв 21 матчі і забив 1 гол, після чого разом з батьком покинув клуб і наступні два роки грав за «Кікерс» (Оффенбах) (перший грав у Бундеслізі, а другий — у Другій Бундеслізі).
Влітку 1977 року перейшов до французького «Бордо», за який відіграв 12 сезонів і був невід'ємною частиною гри «жирондистів». За цей час додав до переліку своїх трофеїв три титули чемпіона Франції в 1984, 1985 та 1987 роках, а також два Кубка Франції в 1986 і 1987 роках. Він також був у складі команди, що, яка ледь не пройшла у півфіналі Кубка європейських чемпіонів 1984/85 «Ювентус» з Платіні (0:3, 2:0). Рор покинув «Бордо» в 1989 році після 352 ігор (13 голів) та двох титулів найкращого захисника сезону, після чого завершив професійну кар'єру футболіста.

## Кар'єра тренера
Після завершення ігрової кар'єри Рор залишився в «Бордо», ставши спортивним директором та керівником навчального центру. Він залишав свої обов'язки кілька разів, щоб тимчасово очолити першу команду. Так, з серпня по вересень 1990 року він заміняв Раймона Гуталса після його звільнення, і був на посаді до часу прибуття Жерара Жилі. Після звільнення Жилі Рор в сезоні 1991/92 знову керував першою командою і допоміг команді повернутись до Ліги 1.
Втретє і востаннє очолив «Бордо» в лютому 1996 року після звільнення Славолюба Муслина. Він керував командою, в якій тоді виступало «чарівне тріо» — Зінедін Зідан, Крістоф Дюгаррі і Біксант Лізаразю. «Жирондистам» з їх допомогою вдалося перемогти «Мілан» у другому матчі чвертьфіналу Кубку УЄФА, вигравши матч 3:0 після поразки 0:2 у першій грі. В підсумку команді дійшла до фіналу, де без шансів поступилась колишній команді Рора, «Баварії» (0:2, 1:3).
В сезоні 1998/99 роках був технічним директором німецького клубу «Айнтрахт», після чого приєднався до співпраці з Аленом Аффлелу, колишнім президентом «Бордо», в його новому клубі, «Кретей», де провів один сезон, після чого два роки працював з молодіжною командою «Бордо».
Згодом протягом 2002—2005 років очолював тренерський штаб «Ніцци», а 22 липня 2005 року перейшов на посаду головного молодшого координатора футбольного клубу «Ред Булл» (Зальцбург). Крім того з жовтня 2005 року по вересень 2006 рок він був головним тренером швейцарського клубу «Янг Бойз». З командою Рор у сезоні 2005/06 став третім у чемпіонаті, а також дійшов до фіналу національного кубку, кваліфікувавши команду до Кубку УЄФА. Проте восени 2006 року він був змушений піти у відставку після серії невдалих ігор.
У травні 2007 року він був призначений тренером корсиканського «Аяччо» з Ліги 2, але вже в кінці серпня 2008 року був звільнений через розбіжності з президентом Орсоні.
27 листопада 2008 року став головним тренером туніського клубу «Етюаль дю Сахель», але також в команді довго не протримався і був звільнений 15 травня 2009 року, зайнявши з командою лише 3-тє місце в чемпіонаті, що не давало право зіграти у Лізі чемпіонів КАФ 2010 року.
9 червня 2009 Гернот Рор став тренером «Нанта», що саме вилетів до Ліги 2. Після ряду невдалих результатів 3 грудня 2009 року німець змушений був покинути клуб.
21 лютого 2010 року Рор замінив французького тренера Алена Жиресса на чолі національної збірної Габону. З цією збірною дійшов до чвертьфіналу домашнього Кубка африканських націй 2012 року, незабаром після чого покинув збірну.
У вересні 2012 року Гернот Рор був представлений новим тренером національної збірної Нігеру і кваліфікувався з командою на Кубок африканських націй 2013 року. На цьому турнірі Нігер зайняв останнє місце в групі і не вийшов в плей-оф, тим не менш Рор продовжив роботу з командою і покинув її лише у 20 жовтня 2014 року через ряд невдалих результатів.
На початку 2015 року він став новим головним тренером збірної Буркіна-Фасо, проте вже у грудні того ж року Рор оголосив про вихід з команди. Його причиною були не спортивні аспекти, а «важка політична ситуація» в країні.
У липні 2016 року він був одним із кандидатів на посаду головного тренера національної команди Гвінеї, але не отримав роботи і у серпні 2016 року він був призначений тренером збірної Нігерії. 7 жовтня 2017 року команда під його керівництвом кваліфікувалась на чемпіонат світу 2018 року у Росії після перемоги над Замбією з рахунком 1:0.

## Титули і досягнення

### Як гравця
- Чемпіон Німеччини (2):

«Баварія»: 1972–73, 1973–74
- Чемпіон Франції (3):

«Бордо»: 1983–84, 1984–85, 1986–87
- Володар Кубка Франції (2):

«Бордо»: 1985–86, 1986–87
- Володар Кубка чемпіонів УЄФА (1):

«Баварія»: 1973–74

### Як тренера
- Бронзовий призер Кубка африканських націй: 2019

## Особисте життя
Є сином Філіппа Рора та племінником Оскара Рора, які також були професійними футболістами.
З 1982 року має також французьке громадянство.